# Scutus sinensis
Espèce
Synonymes
- Parmophorus chinensis Blainville, 1825[2]
- Parmophorus sinensis Blainville, 1825[2]
- Scutus (Aviscutum) sinensis (Blainville, 1825)[2]

Scutus sinensis est une espèce de mollusques gastéropodes de la famille des Fissurellidae.

## Description et caractéristiques
C'est un mollusque très aplati, avec un manteau fin et grossièrement circulaire, de couleur variable, généralement claire et maculée de brun sombre. 

## Habitat et répartition
On trouve cette espèces dans les écosystèmes tropicaux de l'océan Indien et de l'océan Pacifique.